# 西ノ海嘉治郎 (3代)
西ノ海 嘉治郎（3代）（にしのうみ かじろう、1890年11月2日 - 1933年7月28日）は、鹿児島県西囎唹郡西国分村（現・鹿児島県霧島市）出身で井筒部屋に所属した大相撲力士。第30代横綱。本名は松山 伊勢助（まつやま いせすけ）。

## 来歴

### 初土俵～横綱昇進まで
1890年に鹿児島県で生まれる。子供の時から剛力で鳴り響いたため、二代目西ノ海嘉治郎に見出されたことから上京、鹿児島県出身の力士が多く所属する井筒部屋に入門した。1910年1月場所で源氏山大五郎と名乗って初土俵を踏むと順調に昇進、序二段、三段目、幕下で5戦全勝を記録し、十両2場所目の1915年5月場所でも6勝無敗1分を記録。1916年1月場所に新入幕を果たすとこの場所は9勝1敗の好成績で、1918年5月場所で関脇に昇進する。最初は出羽海部屋方に所属して優勝旗手も4回務めていたが、上に大錦卯一郎・栃木山守也という横綱が存在していたので、バランスをとるために1922年1月場所で大関昇進と同時に連合側へ回された。
その後、三河島事件の引責で大錦卯一郎が土俵を去って横綱が栃木山だけとなり、興行上の観点から再度、東西に横綱一人ずつを並び立てたいという事情が発生した。源氏山の昇進前の成績は1922年1月場所が7勝3敗、同年5月場所は腰骨挫傷によって全休、1923年1月場所こそ千秋楽に栃木山守也と引き分けて8勝1敗1分（優勝同点）だった。さらに横綱昇進を否定される一番の原因は幕内最高優勝（優勝相当成績）が全く無いことで、それだけに横綱審議委員会が存在して昇進基準内規も定められている現在から見ればとても考えられない横綱昇進だった。吉田司家も源氏山の横綱免許申請を聞いた際には「あまりにも時期尚早」と断固拒否したが、最後は東京大相撲協会の説得に「（源氏山の）将来を期待して」と承認された。

### 横綱時代

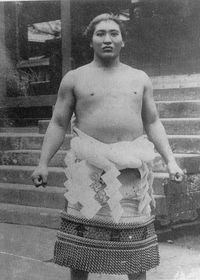
（3代）西ノ海嘉治郎

横綱昇進後1場所のみ「源氏山」を名乗ったが、翌場所から3代・西ノ海嘉治郎の名を継ぐという珍しい改名をしている。関東大震災後の1924年1月場所は東京相撲が東京を離れて名古屋の仮設国技館で興行が行われたが、西ノ海は休場（ボイコットではない）。1925年5月場所限りで栃木山が引退した場所では出羽海方の総崩れが起き、9勝2敗で初優勝を果たして横綱の面目を保った。
ところが、同年開催された東西合併連盟大相撲で栃木山の横綱土俵入りに付き従って引き上げる途中で心臓発作を起こして倒れ、その後遺症が最後まで残ったことで、活躍した場所が非常に少なく、横綱在位15場所で皆勤は上記の優勝1回を含めて僅か3場所だった。その3場所こそ9勝2敗だったが、全休6場所・途中休場6場所、昭和以降は中耳炎・神経痛・睾丸炎などの負傷も多く、一度も皆勤が無かった。持病の腰痛も不振を招いた。この間の8場所連続休場は、その後2017年5月場所から2018年7月場所にかけて稀勢の里寛がタイ記録で並ぶまで昭和以降の最多であった。
東西合同以後は前述の通り休場を繰り返すばかりで好成績も無いが、1928年1月場所で大ノ里萬助との対戦で負傷、翌日から休場して常陸岩英太郎に不戦勝を与えたところ、常陸岩と三杦磯善七が優勝同点になり、上位の常陸岩が優勝を決めたことで騒動に発展した。
1928年10月場所限りで引退。

### 引退後～没後
引退後は年寄・浅香山を襲名し、井筒部屋から独立して浅香山部屋を旗揚げしたものの、引退から5年弱の1933年7月、急性腹膜炎で死去した。42歳没 。浅香山の死後、部屋は井筒部屋と吸収合併される形で消滅し、弟子たちはそのまま井筒部屋へ移籍した。年寄としての時代は短かったとは言え、無口で争いごとを好まない性格のためか出世することなく最後まで平年寄のままであり、元横綱としてはあまりにも寂しい最期だった。墓所は小平霊園(32-12-27)。
妻・たかは1945年3月10日の東京大空襲で亡くなり、残された息子が後に小料理店「あさか」を経営した。子供に対しては「自分のことは自分でしろ」という方針で厳しく躾をしており、力士としては珍しいと評判になったと伝わる。

## 人物
- 怪力でもろ差しになると強く、出し投げ・掬い投げ・のど輪攻めを得意としたが、小心で立合いがあまり上手くないために仕切りが長いことで有名だった。仕切りの長さは、その時を見計らって多くの観客がトイレへ立つほどで、「小便相撲」と陰口を叩かれたこともある[2]。仕切り制限時間が新設された時にはそれを大幅に超過（制限時間10分のところ、約13分半立てなかったという）して注意を受けた。

- 綱の締め方が現在の雲龍型や不知火型とは違い、江戸時代の横綱に見られる「片輪結び（背後から見て左に輪が1つ、右に綱の両端を向ける）」だった。

- 性格は、今でいう"根暗"であったという[4]。

## 主な成績
- 通算成績：176勝69敗4分2預121休 勝率.718
- 幕内成績：134勝60敗2分2預116休 勝率.691
- 横綱成績：49勝19敗1預95休 勝率.721
- 大関成績：15勝4敗1分10休 勝率.789
- 現役在位：42場所
- 幕内在位：30場所
- 横綱在位：15場所
- 大関在位：3場所
- 三役在位：5場所（関脇3場所、小結2場所）
- 各段優勝 
  - 幕内最高優勝：1回（1925年5月場所）
  - 十両優勝：1回（1915年5月場所）
  - 幕下優勝：1回（1914年1月場所）
  - 序二段優勝：1回（1912年1月場所）
- 優勝旗手：4回
- 金星：1個（鳳1個）

### 場所別成績
| 1910年 （明治43年） | （前相撲）              | x                 | 西序ノ口31枚目 3–2       | x                      |
| 1911年 （明治44年） | 東序二段62枚目 4–1      | x                 | 西序二段21枚目 2–3       | x                      |
| 1912年 （明治45年） | 東序二段11枚目 優勝 5–0 | x                 | 東三段目21枚目 5–0       | x                      |
| 1913年 （大正2年） | 東幕下35枚目 4–0 1分    | x                 | 東幕下10枚目 0–0–5       | x                      |
| 1914年 （大正3年） | 東幕下27枚目 優勝 5–0   | x                 | 東幕下2枚目 4–1          | x                      |
| 1915年 （大正4年） | 東十両7枚目 4–2         | x                 | 東十両4枚目 優勝 6–0 1分 | x                      |
| 1916年 （大正5年） | 東前頭13枚目 9–1 旗手   | x                 | 東前頭3枚目 2–3–5        | x                      |
| 1917年 （大正6年） | 西前頭5枚目 4–5–1       | x                 | 西前頭6枚目 5–4 (1分)    | x                      |
| 1918年 （大正7年） | 東前頭3枚目 7–2–1 旗手  | x                 | 東関脇 2–8               | x                      |
| 1919年 （大正8年） | 東前頭3枚目 5–4–1       | x                 | 東前頭6枚目 9–1 旗手 ★   | x                      |
| 1920年 （大正9年） | 東小結 7–3              | x                 | 西小結 5–2–3             | x                      |
| 1921年 （大正10年） | 西関脇 7–2 1預          | x                 | 東関脇 8–2 旗手          | x                      |
| 1922年 （大正11年） | 西大関 7–3              | x                 | 東大関 0–0–10            | x                      |
| 1923年 （大正12年） | 西大関 8–1 (1引分)      | x                 | 東横綱 5–2–4             | x                      |
| 1924年 （大正13年） | 東横綱 0–0–10           | x                 | 西横綱 5–2–3 1預         | x                      |
| 1925年 （大正14年） | 西横綱 9–2              | x                 | 東横綱 9–2               | x                      |
| 1926年 （大正15年） | 東横綱 0–0–11           | x                 | 西横綱 9–2               | x                      |
| 1927年 （昭和2年） | 東横綱 3–2–6            | 東横綱 0–0–11     | 東横綱 1–2–8             | 西張出横綱 1–2–8       |
| 1928年 （昭和3年） | 西張出横綱 7–3–1        | 東張出横綱 0–0–11 | 東張出横綱 0–0–11        | 東張出横綱 引退 0–0–11 |
| 各欄の数字は、「勝ち-負け-休場」を示す。 優勝 引退 休場 十両 幕下 三賞：敢=敢闘賞、殊=殊勲賞、技=技能賞 その他：★=金星 番付階級：幕内 - 十両 - 幕下 - 三段目 - 序二段 - 序ノ口 幕内序列：横綱 - 大関 - 関脇 - 小結 - 前頭（「#数字」は各位内の序列） |                         |                   |                          |                        |

- 1917年1月、1918年1月、1919年1月の1休は相手力士の休場によるもの

## 改名歴
- 源氏山 伊セ介（げんじやま いせすけ）1910年1月場所 - 1913年5月場所
- 源氏山 大五郎（- だいごろう）1914年1月場所 - 1923年5月場所
- 西ノ海 嘉治郎（にしのうみ かじろう）1924年1月場所 - 1928年10月場所

## 年寄変遷
- 浅香山 伊勢助（あさかやま いせすけ）1928年10月 - 1933年7月28日